# Загребська архідіоцезія
Загребська архідіоцезія (хорв. Zagrebačka nadbiskupija; лат. Archidioecesis Zagrebiensis) — католицька архідіоцезія-митрополія латинського обряду в Хорватії з центром у столиці країни місті Загреб. Одна з п'яти архідіоцезій країни. Архідієцезія Загреба — кафедра примаса Хорватії. Суфраганними діоцезіями для неї є діоцезія латинського обряду міста Вараждина та греко-католицька діоцезія міста Крижевці.

## Історія

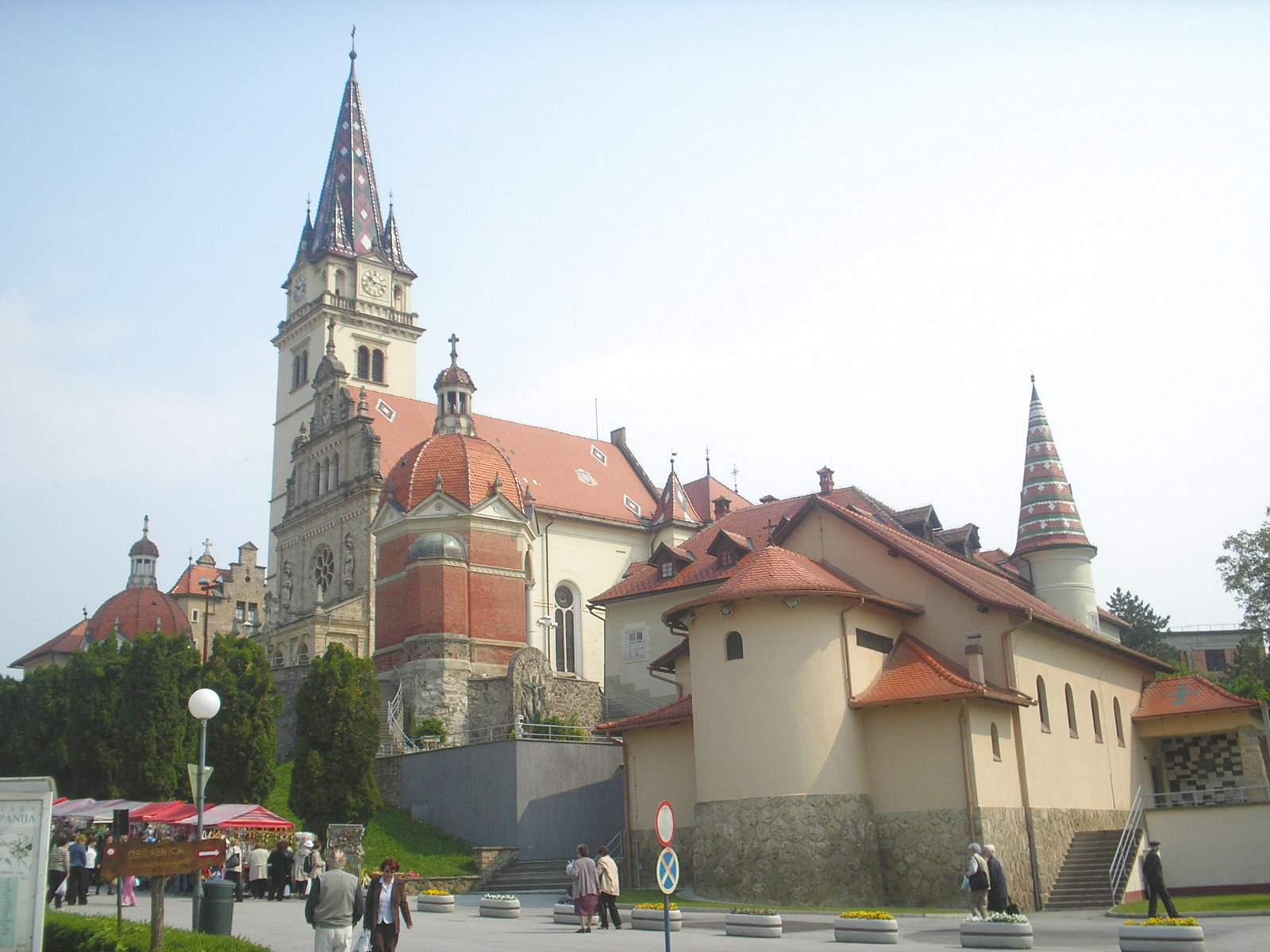
Базиліка Діви Марії в Марія-Бистриці

1093 року угорський король Ласло I Святий заснував єпископство у поселенні на пагорбі Каптол. Ця дата вважається датою заснування Загреба. У той час населені пункти Градец і Каптол, які зараз входять до історичного ядра міста Загреба, являли собою два незалежні поселення, а єдине місто Загреб було остаточно сформовано лише у XIX столітті.
У 1852 році діоцезія була зведена у статус архідіоцезії, що мало відповідати столичному статусу міста. В 1997 році була проведена реформа церковних провінцій Хорватії, в результаті якої з території Загребської архідіоцезії були виділені дві нові діоцезії з центрами у містах Пожега та Вараждин. Вараждинська діоцезія стала суфраганною по відношенню до Загребу, а Пожезька діоцезія була передана під контроль митрополії Джаково-Осієк.

## Сучасний стан
За даними на 2004 рік в архідіоцезії Загреба налічувалося 1455983 вірних (88,5 % населення), 722 священика і 312 парафій. Кафедральним собором архідіоцезії є собор Вознесіння Діви Марії в Загребі. Два собору діоцезії носять почесний статус «малої базиліки» — Базиліка Серця Ісусового в Загреб е і Базиліка Діви Марії в Марія-Бистриці. Базиліка Діви Марії в Марія-Бистриці і Санктуарій святого Йосипа в Дубоваце (поруч з Карловацем) мають статус національних святинь, є центрами паломництв.
В даний час архідієцезію очолює кардинал Йосип Бозанич (хорв. Josip Bozanić). В діоцезії служать три допоміжних єпископа — Мійо Горський, Валентин Позайч та Іван Шашко.